# Lena Moore
Lena Margareta Moore, född 9 februari 1949, är en svensk jurist. Hon var justitieråd i Högsta domstolen 2008–2016.
Lena Moore avlade juris kandidatexamen 1973 och gjorde tingstjänstgöring 1973–1976. Hon blev fiskal i Hovrätten över Skåne och Blekinge 1976 och utnämndes till assessor i hovrätten 1984. Samma år blev hon rättssakkunnig i Justitiedepartementet, där hon blev kansliråd 1989 och var departementsråd och chef för enheten för processrätt och utsökningsrätt 1991–1998. Moore blev därefter överåklagare vid riksåklagarens kansli, där hon var chef för internationella avdelningen 2002–2004 och för rättsavdelningen 2005–2007.
Lena Moore blev den 1 januari 2008 justitieråd i Högsta domstolen. Hon var justitieråd fram till sin pension 2016.